# Stéphane Nater
Stéphane Houcine Nater (* 20. Januar 1984 in Troyes, Frankreich) ist ein tunesischer Fussballspieler schweizerisch-französischer Herkunft.

## Karriere

### Verein
Stéphane Nater kam im Alter von sieben Jahren aus Frankreich in die Schweiz. In seiner Jugendzeit spielte er unter anderem für das U-17-Team Liechtensteins, das an der Schweizer Meisterschaft teilnahm und keine Staatsbürgerschaft voraussetzt. Seine erste Station als Profi war der FC Vaduz in der Challenge League, bevor er nach zwei erfolglosen Jahren zu Chur 97 in die 1. Liga wechselte. Nach drei Saisons in der Bündner Hauptstadt wechselte Nater innerhalb der Liga nach Biasca zu GC Biaschesi. Dort wurde der FC Schaffhausen auf ihn aufmerksam, welcher ihn für die kommenten zwei Jahre verpflichtete. Danach wechselte Nater zu Servette. Mit den Genfern gelang ihm der Aufstieg in die Super League. Auf die Saison 2012/2013 hin wechselte der defensive Mittelfeldspieler zum Aufsteiger FC St. Gallen.
Dort entwickelte er sich schnell zu einem Leistungsträger und erreichte mit dem FCSG den dritten Platz und damit die Qualifikation für die UEFA Europa League. Zu Beginn der folgenden Saison erhielt Nater ein Aufgebot für die tunesische Nationalmannschaft, konnte diesem aufgrund einer Verletzung, die er beim erfolgreichen Play-off-Rückspiel in Moskau erlitt, aber nicht nachkommen. Im Europa-League-Spiel auswärts gegen den FC Valencia erzielte Nater sein erstes Tor für den FC St. Gallen.

### Nationalmannschaft
Im November 2013 wurde Nater, zwei Tage vor dem Play-off-Rückspiel in der WM-Qualifikation gegen Kamerun, in Tunesien eingebürgert, so dass er ab sofort für die tunesische Nationalmannschaft spielberechtigt war. Bei der 1:4-Niederlage gegen die Kameruner kam er jedoch trotz Aufgebot nicht zum Einsatz.
Sein erstes Spiel bestritt er dann am 5. März 2014 beim 1:1 gegen Kolumbien, als er in der zweiten Minute der Nachspielzeit der zweiten Halbzeit für Ferjani Sassi eingewechselt wurde. Bis zum März 2015 kam er dann zu insgesamt 12 Einsätzen, ohne dabei ein Tor zu schiessen.